# Felsenberg-Berntal
Das Naturschutzgebiet Felsenberg-Berntal im Landkreis Bad Dürkheim (Rheinland-Pfalz) erstreckt sich am Ostrand des Pfälzerwalds, der Haardt, zur Rheinebene hin. Das etwa 300 Hektar große Gebiet wurde durch Rechtsverordnung vom 20. Dezember 1999 ab Januar 2000 unter Schutz gestellt. Es besteht aus dem Felsenberg und dem Berntal. Ein Teilbereich bei Herxheim stand bereits ab 1954 als NSG Felsberg unter Schutz. Die Herxheimer Karsthöhle in einem der Berghänge – jedoch bereits außerhalb des Naturschutzgebietes befindlich – ist für archäologische und biologische Funde bekannt. Das Naturschutzgebiet gehört zum EU-Vogelschutzgebiet Haardtrand (DE 6514-401).

## Geographie

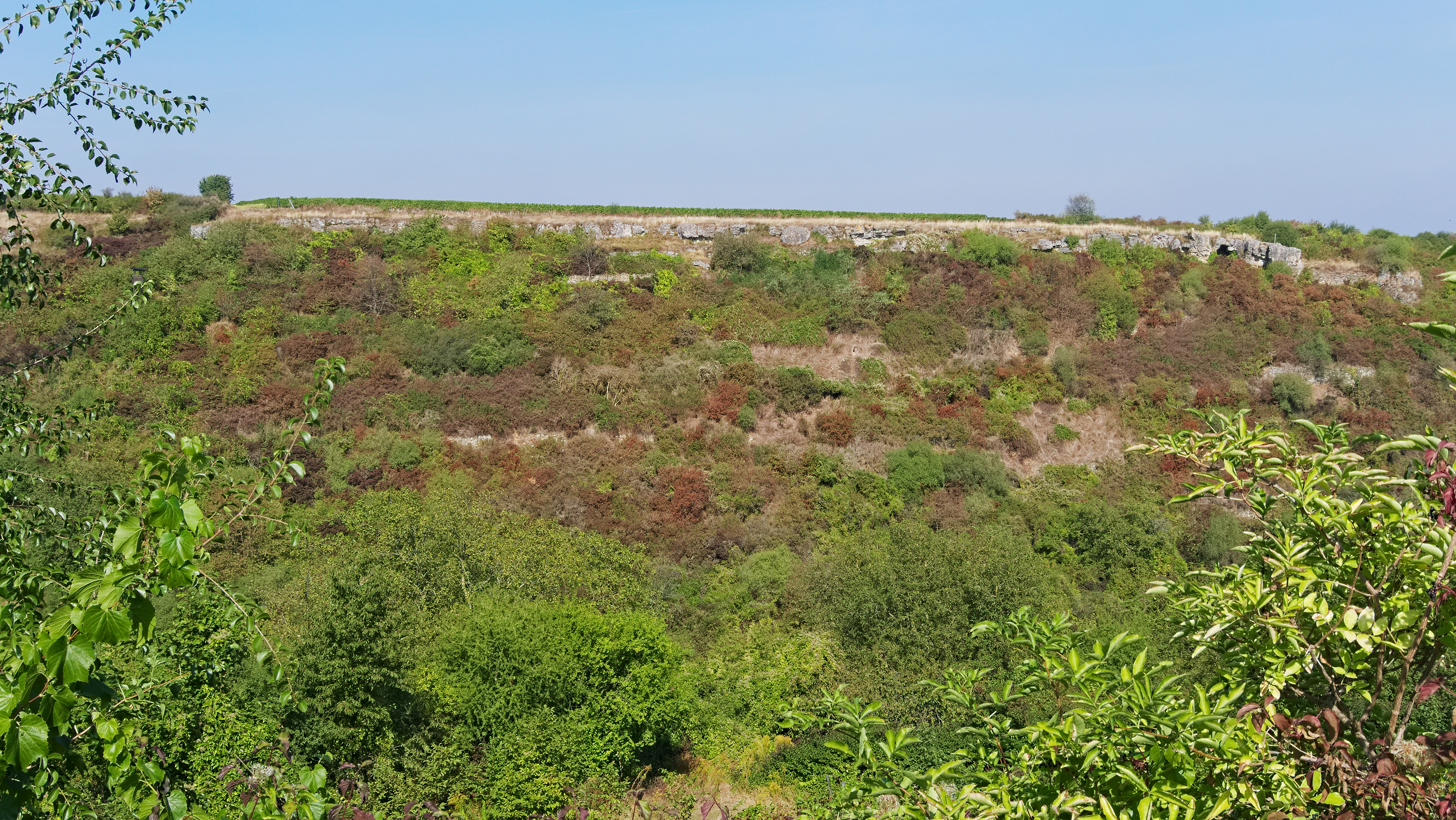
Blick von Süden über das Berntal zum Riff auf dem Felsenberg

Das Naturschutzgebiet umfasst Teile der Gemarkungen Leistadt in der Stadt Bad Dürkheim sowie Herxheim und Kallstadt in der Verbandsgemeinde Freinsheim. Die Flurbezeichnungen sind von West nach Ost Weidenhof, Felsenberg und Gauberger Hohl.
Das Berntal mit dem Felsenberg erstreckt sich auf einer mittleren Höhe von 200 m (225 m im Westen, 170 m im Osten) über eine Länge von 1,2 km innerhalb der westlichen Bruchzone des Oberrheingrabens zunächst von Südwesten in Richtung Nordosten und dann weiter nach Osten. Es verläuft zwischen der Landesstraße 517 (Leistadt–Weisenheim am Berg) im Westen und der Deutschen Weinstraße (Bundesstraße 271 Kallstadt–Herxheim am Berg) im Osten, wobei es an beide Straßen grenzt. Eine Bruchstufe im Nordwesten, der Abhang des Felsenbergs, ist besonders stark ausgeprägt.

## Geschichte

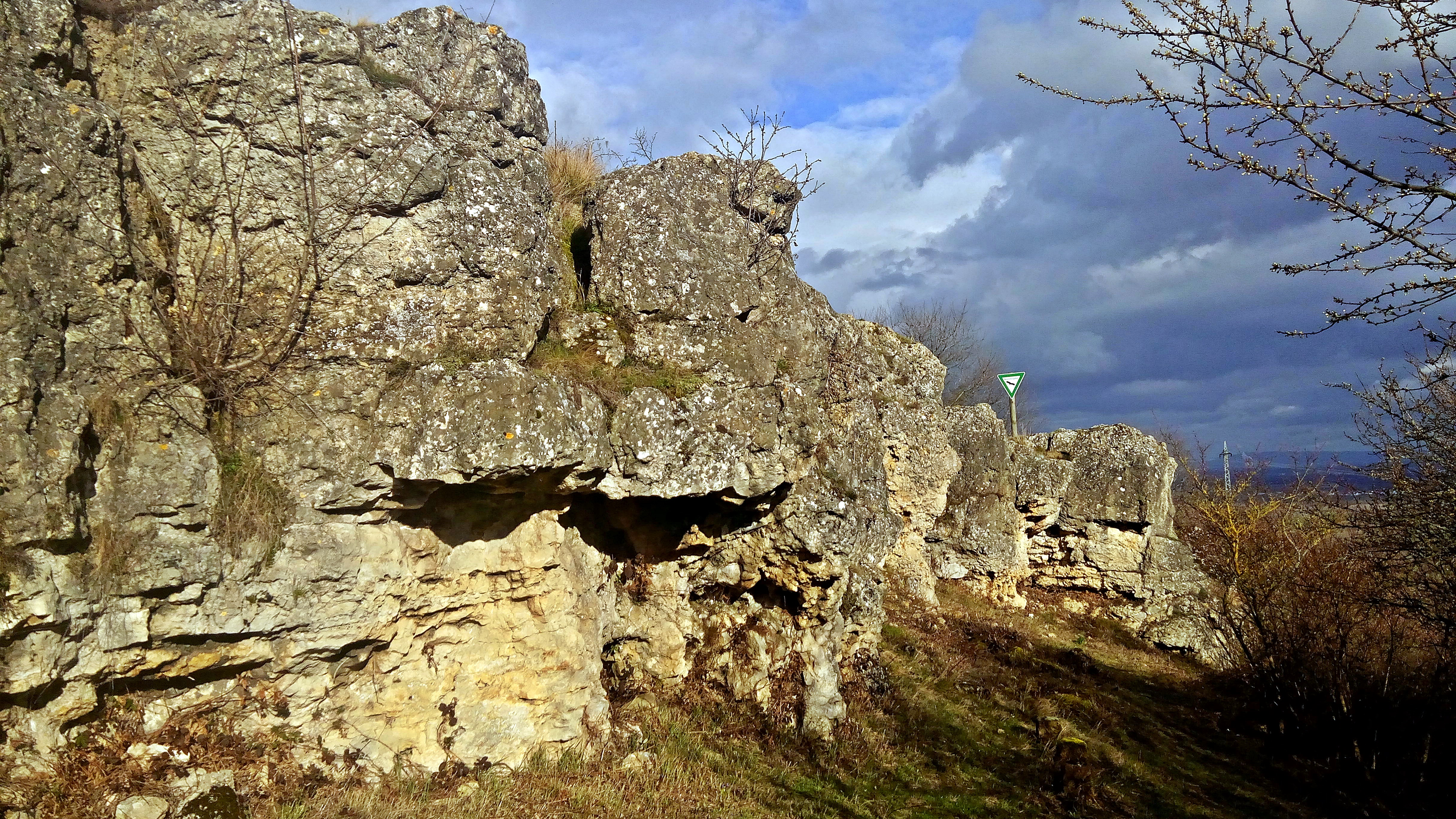
Felsenberg Herxheim

Der Name Felsenberg erklärt sich selbst. Mit Berntal ist Bärental gemeint; in den zum großen Teil aus tertiärem Kalkstein der sogenannten Unteren Wiesbaden-Formation bestehenden Hängen hatte das versickernde Regenwasser Hohlräume ausgewaschen, die früher Bären als Unterschlupf dienten.
Hauptsächlich in den 1960er und 1970er Jahren wurden die meisten Weinberge an den Hängen des Berntals mangels Rentabilität aufgegeben und verbuschten in der Folgezeit. Im Jahr 2000 wurde das gesamte Berntal unter Naturschutz gestellt, wie dies bereits 1954 mit dem Felsenberg an der nördlichen Talflanke geschehen war. Pflegemaßnahmen der Bad Dürkheimer Kreisgruppe der Pollichia bewirkten, dass Gebüsche zurückgedrängt wurden und die Brachevegetation durch Mahd und Beweidung sich hin zu Magerrasen entwickelte. Das Berntal wurde zum künstlichen Trockental, dessen Niederschlagswasser seit den 1980er Jahren in die Kanalisation der Landesstraße 517 Richtung Bad Dürkheim abgepumpt wird.

## Biotope

### Geologie, Flora und Fauna
Den Rand des Berntals nach Nordwesten und Norden bildet ein natürliches Felsband aus Kalk. Daran schließt eine von tertiären Verwitterungsformen geprägte Kalkfelsplatte an. Hier sind Trockenrasen erhalten, die nach ihrem Bewuchs Kopflauch-Pfriemengras-Steppenrasen genannt werden. Am südlichen Rand finden sich von Menschenhand errichtete Steinhaufen, sogenannte Pocheln.
Bei den Biotoptypen handelt es sich im Wesentlichen um Schlehen-Liguster-Gebüsche und ruderal geprägte Magerrasen auf ehemaligem Rebland. Auf den meisten Pflegeflächen wurden Hochstamm-Obstbäume gepflanzt, bei denen es sich um alte, im Bestand bedrohte Regionalsorten handelt.
Unter den Pflanzen fallen z. B. der Blaugrüne Faserschirm und verschiedene Orchideenarten auf. Auf dem Kalkfelsband kommt der Felsen-Goldstern (Gagea bohemica) vor, ein besonders schutzwürdiges Liliengewächs. Das Vorkommen ist insofern ungewöhnlich, als diese Art normalerweise auf kalkarmen Substraten wächst.
Seit 2015 gibt es im NSG Probleme mit dem Orientalischen Zackenschötchen, einer invasiven Pflanze aus Südosteuropa, die mit Dominanzbeständen andere Arten im NSG verdrängt.
Im Naturschutzgebiet gibt es Vögel, die andernorts eher selten sind, so Zaunammer, Heidelerche und Steinschmätzer. Das Vorkommen von Gliederfüßern, insbesondere von Insekten, fällt durch eine Vielfalt auf, die nicht von Menschen beeinflusst ist.
Im NSG kommt die Mauereidechse vor.

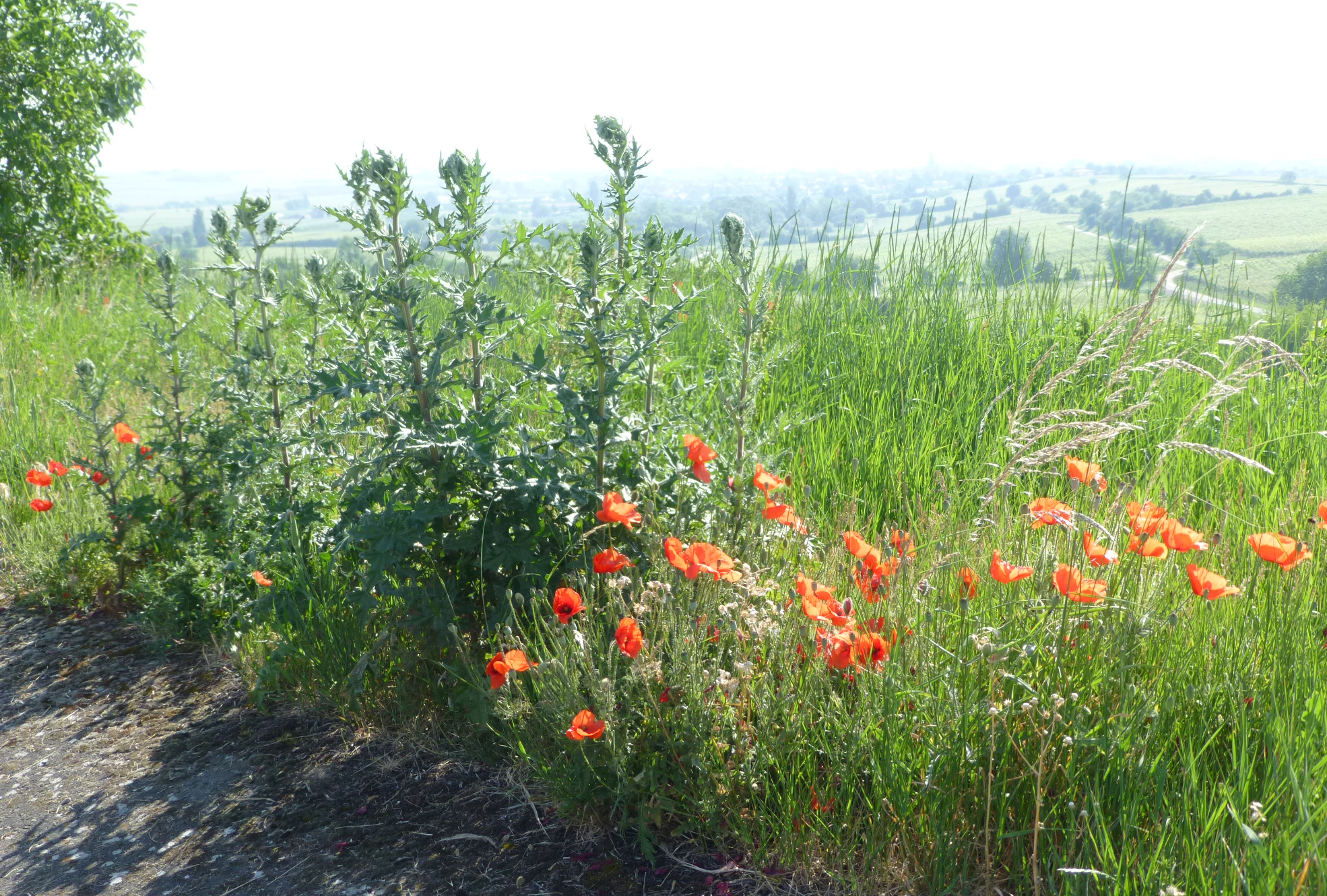
Disteln und Klatschmohn
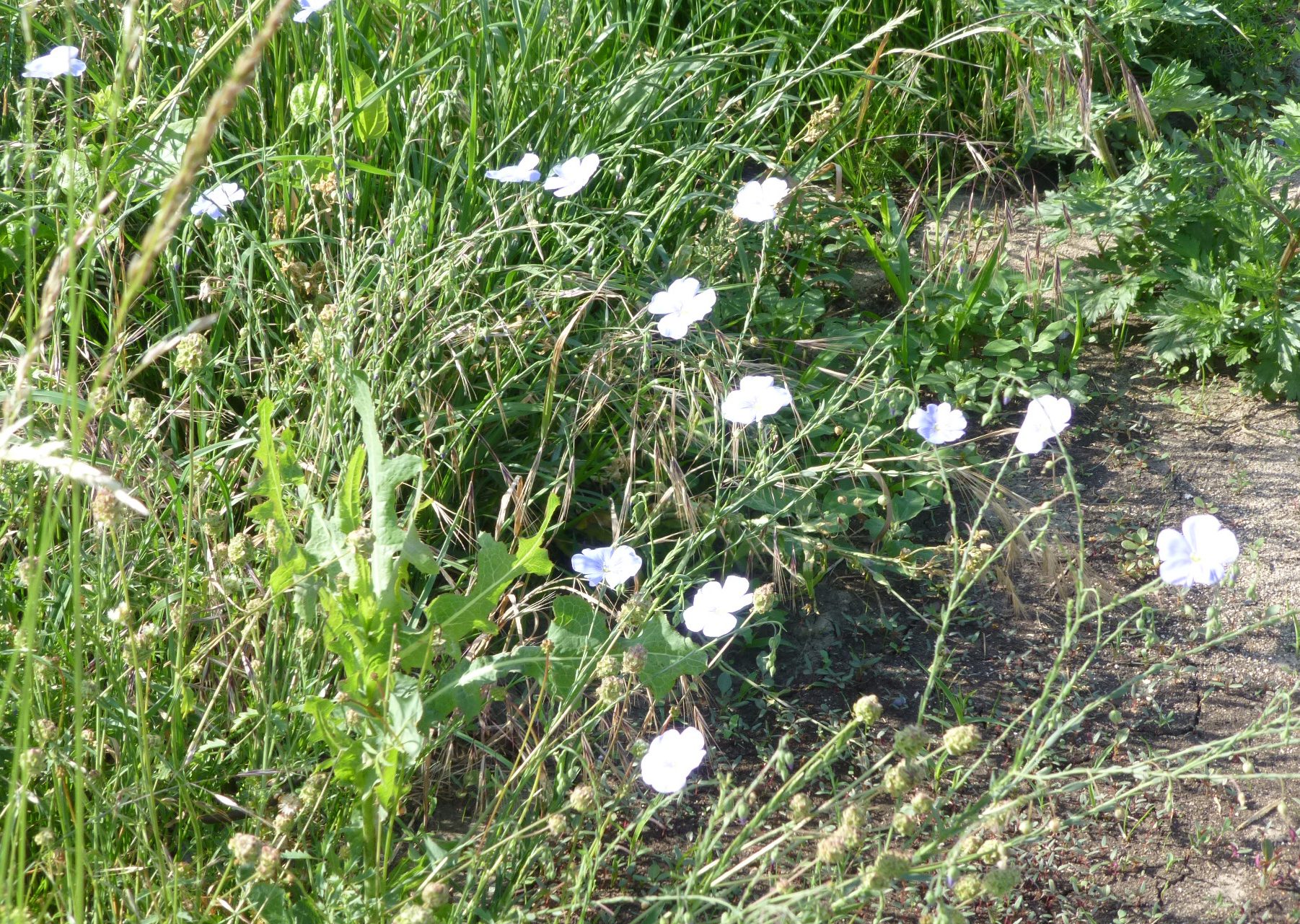
Lein
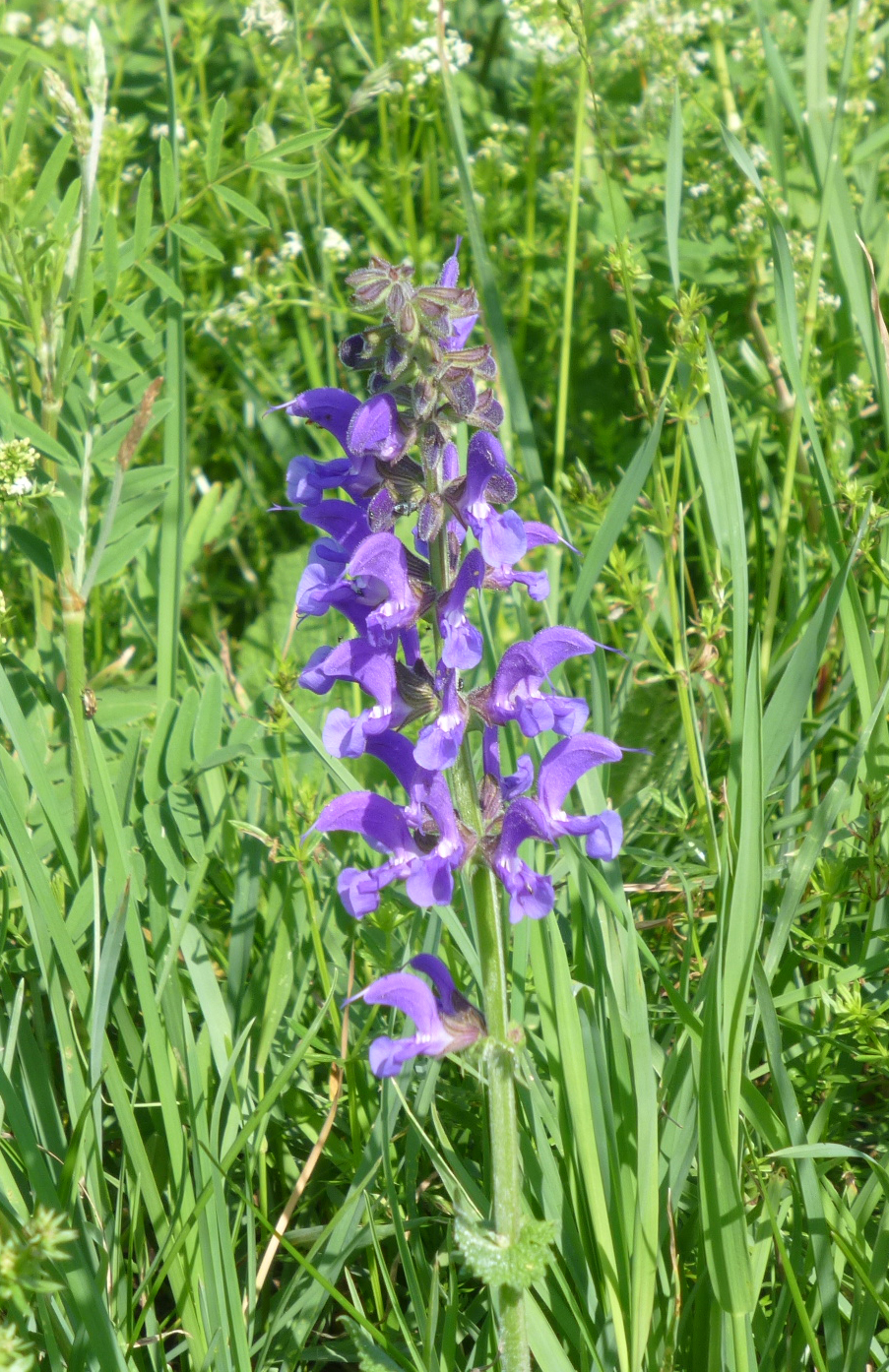
Wiesen-Salbei
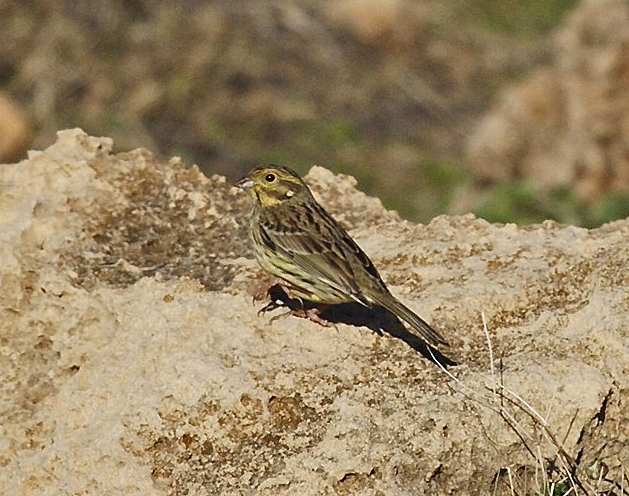
Zaunammer
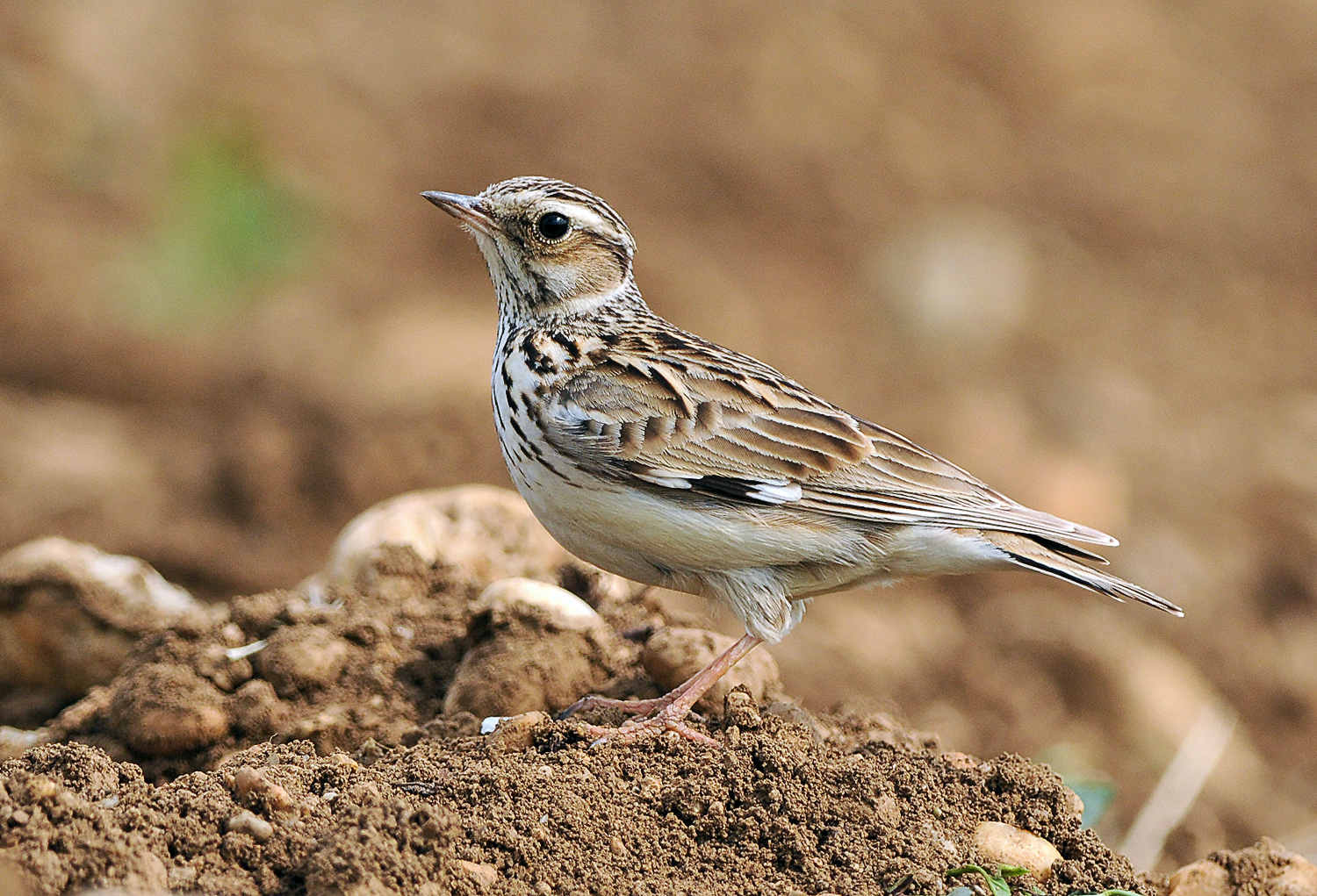
Heidelerche
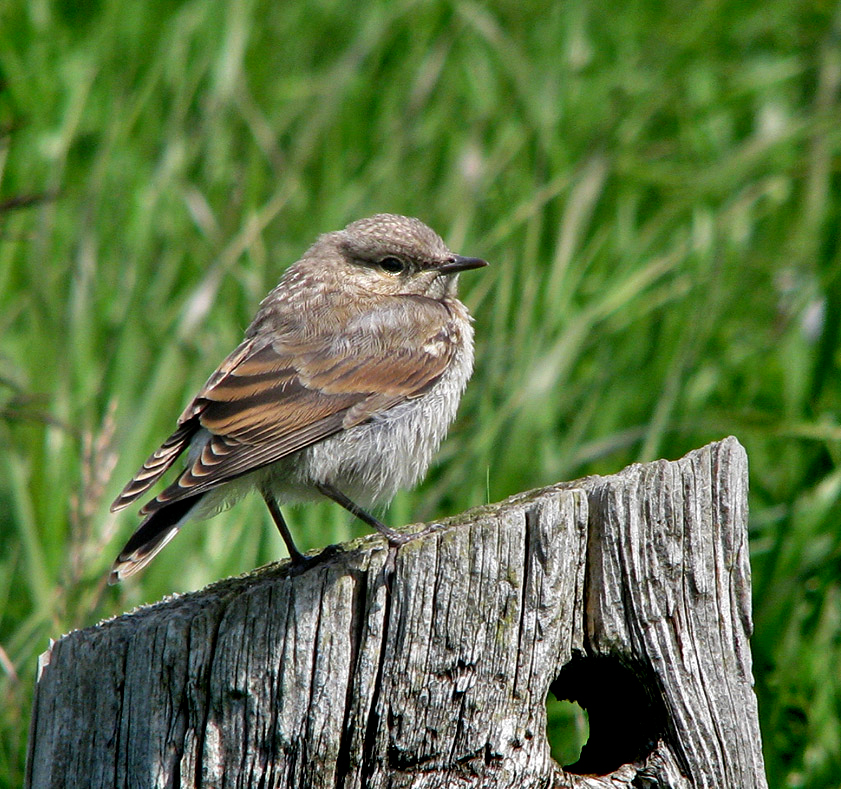
Steinschmätzer
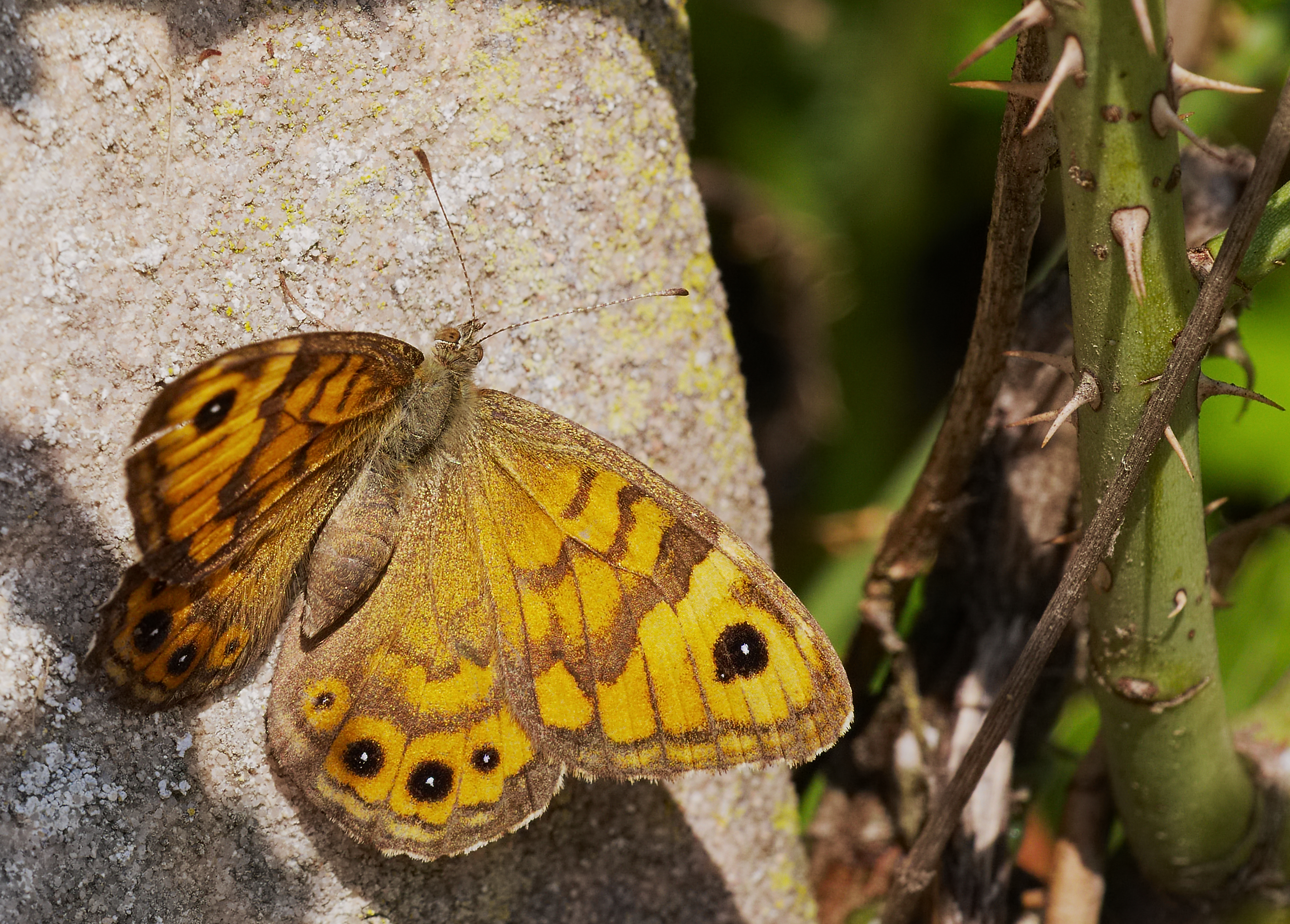
Mauerfuchs-Schmetterling

## Naturschutzmaßnahmen
Der Verein Pollichia führt neben der wissenschaftlichen Erforschung des Gebietes auch Naturschutzmaßnahmen im NSG durch und kauft dazu Grundstücke von Privatpersonen. 2019 wurden auf rund 1,5 ha auf drei Weinbergsbrachen im Besitz der Pollichia der Strauchbewuchs, überwiegend Hartriegel, entfernt, wobei Gebüschgruppen und Einzelbüsche erhalten blieben. Damit wurden alte Weinbergsmauern freigelegt und zusätzlich Lesesteinhaufen angelegt. Die Entbuschung fand als Ausgleichsmaßnahme für die Bebauung eines Grundstücks in Mannheim statt, wo der Lebensraum von 300 Mauereidechsen verloren ging. Da es sich bei den Mannheimer Mauereidechsen um Tiere der italienischen Unterart handelte, sollen die Steinhaufen der in Deutschland heimischen Unterart als Refugien dienen.